# Facebook
Facebook je internetska društvena mreža koju je 2004. godine osnovao Mark Zuckerberg, bivši student Harvarda. U svojim početcima Facebook je bio namijenjen samo studentima Harvarda koji su tim putem mogli međusobno komunicirati i razmjenjivati informacije. Kasnije, mnoga druga sveučilišta, srednje škole i velike kompanije diljem svijeta priključile su se mreži. Danas ova mrežna stranica ima oko 2 milijarde aktivnih korisnika. Facebook je ujedno najpopularnije mjesto za objavljivanja fotografija, s više od 14 milijuna novih dodanih fotografija dnevno.[nedostaje izvor] Godine 2021. tvrtka Facebook, Inc. mijenja ime u Meta.

## Silovit uspon na tržištu
Od samog svog osnivanja, Facebook je započeo svoju ekspanziju, no najveća se dogodila nakon 2006. godine. Osim toga, važno je napomenuti kako je između svake značajnije ekspanzije tvrtka uvela neke tehničke novosti za sve bolje i lakše korištenje ovog servisa.
- veljača 2004. – početci Facebooka na Harvardu
- ožujak 2005. – ostvarena suradnja s tvrtkom Accel
- kolovoz 2005. – registrirana domena Facebook.com
- prosinac 2005. – 5.5 milijuna korisnika
- prosinac 2006. – 12 milijuna korisnika
- travanj 2007. – 20 milijuna korisnika
- kolovoz 2008. – 100 milijuna korisnika
- travanj 2009. – 200 milijuna korisnika
- rujan 2009. – 300 milijuna korisnika
- veljača 2010. – 400 milijuna korisnika
- srpanj 2010. – 500 milijuna korisnika
- siječanj 2011. – 600 milijuna korisnika
- rujan 2011. – 800 milijuna korisnika[2]
- travanj 2012. – 900 milijuna korisnika[3]
- rujan 2012. – milijarda korisnika
- prosinac 2013. – milijarda i dvjestotrideset milijuna korisnika
- lipanj 2017. – 2 milijarde korisnika

## Registracija i korištenje
Valjana e-mail adresa jest sve što je potrebno za registraciju i otvaranje profila na Facebooku. Jednom kada se korisnik registrira, može uređivati svoj profil i priključiti se regionalnoj mreži gdje upoznaje ljude iz svoje okoline. 
Korisnike se potiče na objavu i slanje osobnih informacija, fotografija, odgovaranje na pitanja o omiljenim filmovima, knjigama, glazbi. Profili s pravim imenom i prezimenom te autentične informacije o pojedinim korisnicima razlozi su popularnosti Facebooka.
Korisnik koji više ne želi biti član Facebooka, može obrisati svoj profil davanjem naredbe za isto. Profil će biti obrisan za 14 dana.

## Aplikacije
Facebookova platforma nudi brojne aplikacije koje se mogu dodati u profile. Tako je moguće imati virtualne kućne ljubimce, slati virtualna pića, darove, zagrljaje i čestitke, igrati videoigre (npr. CityVille ili FarmVille) u Flashu, organizirati dražbe, rješavati psihološke testove i kvizove, dodavati omiljenu glazbu, komunicirati putem privatnih poruka te još mnogo toga.

## Kontrola privatnosti
Jedna od posebnosti Facebooka je mogućnost kontrole privatnosti svakog korisnika. Prema vlastitim željama korisnik može sakriti svoj profil i fotografije od nepoznatih ljudi. Unatoč tome, Facebook se tijekom svog postojanja našao na meti brojnih kritičara upravo zbog problema privatnosti korisnika, ali također i zbog pitanja cenzure. Kritike dolaze i zbog toga što su informacije koje korisnici odaju o sebi korištene za marketinška istraživanja, unutarnje istrage sveučilišta i kompanija, pa čak i policije. 
Unatoč kritikama, Facebook je danas najpopularniji servis za socijalizaciju s rastućim brojem korisnika te je čak prozvan i „novim Internetom”[nedostaje izvor], a Mark Zuckerberg ima nadimak „novi Bill Gates”[nedostaje izvor]. Microsoft je krajem 2007. godine platio 240 milijuna dolara za 1,6 % udjela u dionicama.

## Akvizicije
Dana 12. travnja 2012. Facebook je kupio Instagram za cijenu od milijardu američkih dolara.
Dana 19. veljače 2014. Facebook kupuje mobilnu aplikacija WhatsApp za razmjenu poruka, fotografija i videozapisa putem mobilnog interneta pametnim telefonima za 19 milijardi američkih dolara.
Dana 21. srpnja 2014. Facebook kupuje OculusVR za 2 milijarde američkih dolara.

## Vanjske poveznice
- Službena stranica